# Kuharka, Varva
Kuharka (în ucraineană Кухарка) este localitatea de reședință a comunei Kuharka din raionul Varva, regiunea Cernihiv, Ucraina.

## Demografie
Componența lingvistică a localității Kuharka
     Ucraineană (95,94%)
     Rusă (3,82%)
     Alte limbi (0,24%)
Conform recensământului din 2001, majoritatea populației localității Kuharka era vorbitoare de ucraineană (95,94%), existând în minoritate și vorbitori de rusă (3,82%).